# Växjö Studentspex
Växjö Studentspex (alt. Växjö spex, Wexiö späx) var en förening vid Högskolan i Växjö, senare Växjö universitet, som mellan åren 1985 och 2004 satte upp årliga studentspex i Växjö. Runt 60 till 70 stycken studenter medverkade varje år i produktionerna, ofta i rollkaraktärer av det motsatta könet. Växjö Studentspex första uppsättning var Elisabet.

## Historia
Det första spexet Växjö Studentspex presenterade var Elisabet som framfördes i maj 1985 i Folkets Park-teatern i Växjö. Spexmanuset var inlånat från Lundaspexarna som efter uruppförandet 1969 framfört spexet ett flertal gånger. Det första egna spexet spelades året därpå under namnet Dacke, författad av Staffan Bjerstedt som också skrivit 1988 års spex Arkimedes.
Mellan åren 1986 och 1990 regisserades Växjö Studentspex av Nils Åkesson. Han gjorde senare en comeback på studentscenen när han 2004 satt upp spexet Farao. Därefter har studentspexandet i Växjö legat i träda.
Utöver lånet av Elisabet från Lundaspexarna har också manus från KTH-spexet lånats in ett par gånger (Karl Marx 1991 och Farao 2004). Robin Hood som spelades 1992 byggde på ett manus som dåvarande rektorn (1987-1994) för Växjö högskola, Hans Wieslander, skrivit som ung Lundastudent.

## Uppsättningar
- 1985 Elisabet
- 1986 Dacke
- 1987 Utvandrarna
- 1988 Arkimedes
- 1989 Mona Lisa
- 1990 Dracula
- 1991 Karl Marx
- 1992 Robin Hood
- 1993 Columbus
- 1994 Snövit
- 1995 Strindberg
- 1996 Lilla huset på prärien
- 1997 Kleopatra
- 1998 Romeo och Julia
- 1999 Dallas Sallad Fa(u)st i späx
- 2000 De tre marodörerna
- 2001 Full rulle runt Ragnarök
- 2002 Askungen
- 2003 Ringaren i Notre Dame
- 2004 Farao